# Antonio Discovolo

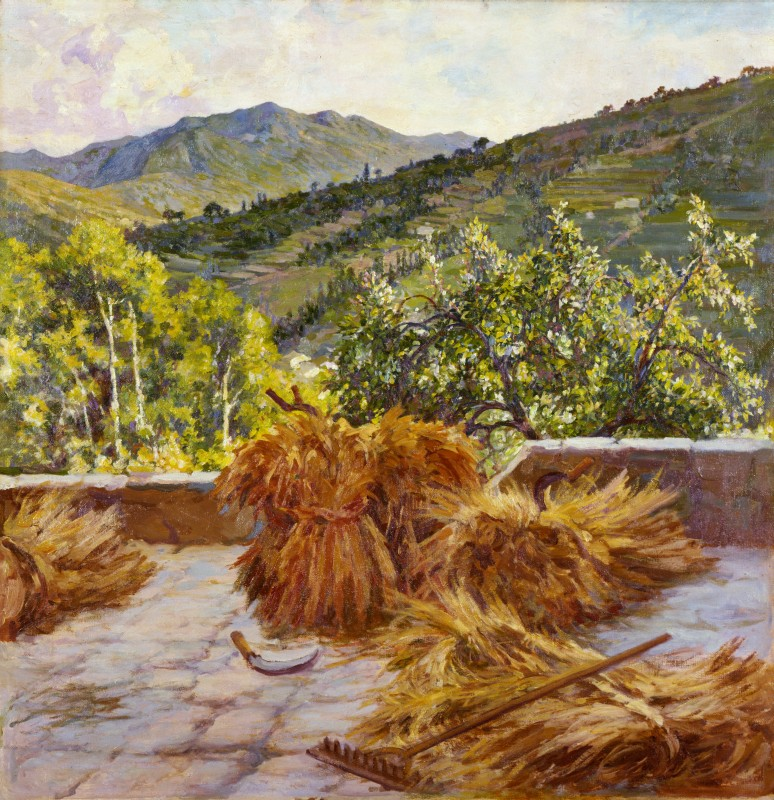
Grano, 1931 (Fondazione Cariplo)

Antonio Discovolo (n. 25 decembrie 1874, Bologna, Italia – d. 10 iulie 1956, Bonassola, Liguria, Italia) a fost un pictor italian. 

## Biografie
S-a născut la Bologna. După ce a studiat la academiile din Florența și Lucca din 1891 până în 1896, Discovolo s-a mutat la Roma în 1899 și s-a întâlnit cu Nino Costa și pictorii simboliști. Participarea sa la Bienala de la Veneția a început cu a 5-a Expoziție Internațională de Artă din Veneția în 1903 și a continuat prin invitație în fiecare ediție până la al doilea război mondial . A adoptat stilul divizionist în primul deceniu al secolului XX și a luat parte la expozițiile internaționale organizate la St. Louis (1904) și Milano (1906). S-a mutat la Manarola în 1907 și apoi la Bonassola (La Spezia). A intrat sub influența mișcării Novecento Italiano în anii 1920 și a susținut nu mai puțin de cinci galerii solo la Galleria Pesaro din Milano între 1922 și 1938. Opera sa după cel de-al Doilea Război Mondial a fost consacrată, în primul rând, peisajelor din regiunea Liguriei. A murit la Bonassola în 1956.

## Alte proiecte
Materiale media legate de Antonio Discovolo la Wikimedia Commons